# 화여장: 꽃들의 전쟁
"화여장: 꽃들의 전쟁"(중국어: 花與將)은 2019년에 공개한 중국의 영화이다.

## 캐스팅

### 주연
- 사경우
- 해미려

### 조연
- 왕흠정
- 왕이시